# Veronika Eberle
Veronika Eberle (Donauwörth, 26 dicembre 1988) è una violinista tedesca.

## Biografia
Ha iniziato a studiare il violino a sei anni. Considerata uno dei più grandi talenti violinistici emersi recentemente in Germania, ha debuttato come concertista a dieci anni, e da allora è apparsa con le migliori orchestre tedesche ed è stata ospite del Festival di Salisburgo assieme ai Berliner Philharmoniker, eseguendo il concerto di Beethoven sotto la direzione di Simon Rattle. La sua attività solistica si è sviluppata attraverso le collaborazioni con l'Orchestra della Radio di Berlino, le Orchestre da camera di Monaco di Baviera e Zurigo, la Bamberg Symphoniker e la direzione di Jonathan Nott, l'orchestra Verdi di Milano con Yakov Kreizberg, l'orchestra Sinfonica di Praga e la direzione di Jiri Kout. Nella stagione 2009/2010 è stata invitata al Festival Menuhin di Gstaad, alla Carnegie Hall di New York per la prestigiosa serie di "distinctive debuts". Per la musica da camera collabora con i pianisti Lars Vogt e Oliver Schnyder, con i violinisti Christian Tetzlaff e Julia Fischer e il violoncellista Gustav Rivinius. Si sta affermando come un'interprete di grande musicalità e sorprendente maturità. Nel febbraio 2008 ha vinto una borsa di studio del Borletti-Buitoni Trust.

## Strumenti
Negli ultimi anni ha utilizzato il violino “ex Busch” di Giovanni Battista Guadagnini del 1783, prestato dalla Fondazione tedesca Musicavita di Amburgo. Attualmente usa lo Stradivari “Dragonetti” (1700), per gentile concessione dalla Nippon Music Foundation.

## Discografia
Ha inciso il Quintetto op. 34 e il Sestetto op. 36 di Johannes Brahms per l’etichetta Avi Music; il Trio op. 80 di Robert Schumann per l’etichetta BBC Music; l’Ottetto di Franz Schubert e l’Ottetto di Jörg Widmann per l’etichetta Avi Music